# Ровчаков, Фёдор Фёдорович
Фёдор Фёдорович Ровчаков (17 сентября 1908— 20 апреля 1952) — участник Великой Отечественной войны, Герой Советского Союза (1945).

## Биография
Ф. Ф. Ровчаков родился в деревне Кузькавичи (сейчас в Быховском районе Могилевской области). Окончил среднюю школу. 
В Красной Армии с 1928 года. В 1933 году окончил военную ветеринарно-фельдшерскую школу в Ленинграде и служил в 25-й кавалерийской дивизии. Участник советско-финской войны 1939—1940 годов. 
Во время Великой Отечественной войны с июля 1941 года воевал на Юго-Западном, 1-м Белорусском и 2-м Белорусском фронтах. В 1943 году окончил 2-е Московское пехотное училище. Участвовал в боях на побережье Ладожского озера, защите Ленинграда, освобождении городов Смоленск, Сафоново, на подступах к Витебску, освобождении Польши, Висло-Одерской операции и других.
Рота 965-го стрелкового полка 274-й стрелковой дивизии под командованием старшего лейтенанта Ф. Ровчакова отличилась 29 июля 1944 года — в числе первых форсировала реку Висла и захватила плацдарм в районе города Пулавы (Польша), отбила 8 контратак противника, захватила высоту и способствовала переправе других подразделений полка.
С 1945 Ф. Ф. Ровчаков в запасе. Жил в Ленинграде и работал в милиции. Умер 20 апреля 1952 года. Похоронен в деревне Бутково Лужского района Ленинградской области.

## Награды
- Медаль «Золотая Звезда» № 5955;
- орден Ленина;
- орден Красной Звезды;
- медаль «За отвагу»;
- медаль «За боевые заслуги»;
- медаль «За оборону Ленинграда»;
- медаль «За победу над Германией в Великой Отечественной войне 1941—1945 гг.».

## Память
- Именем Героя названа одна из улиц в Быхове.
- В деревне Кузьковичи памятник В. Ф. Ровчакову.